# Estación de tren de Taizhou (provincia de Zhejiang)
La estación de tren de Taizhou (en chino: 台州站; pinyin: Tāizhōu zhàn) es una estación de tren situada en el distrito de Jiaojiang, en Taizhou, Zhejiang, China. Es una parada intermedia del ferrocarril de alta velocidad Hangzhou-Taizhou.

## Historia
Durante su construcción se conocía como estación de tren central de Taizhou. Fue rebautizada como estación de tren de Taizhou el 25 de junio de 2021, coincidiendo con la apertura del ferrocarril Jinhua-Taizhou y el cambio de nombre de la antigua estación de tren de Taizhou a Taizhou Oeste.
La estación se inauguró con el tren de alta velocidad Hangzhou-Taizhou el 8 de enero de 2022.

## Diseño
La estación cuenta con ocho andenes dispuestos en cuatro islas, con dos líneas de circunvalación que pasan por el centro de la estación.

## Desarrollo futuro
Será una estación de intercambio entre la Línea S1 y la Línea S2 del Tránsito Ferroviario de Taizhou en el futuro.